# 会议宫 (罗马)

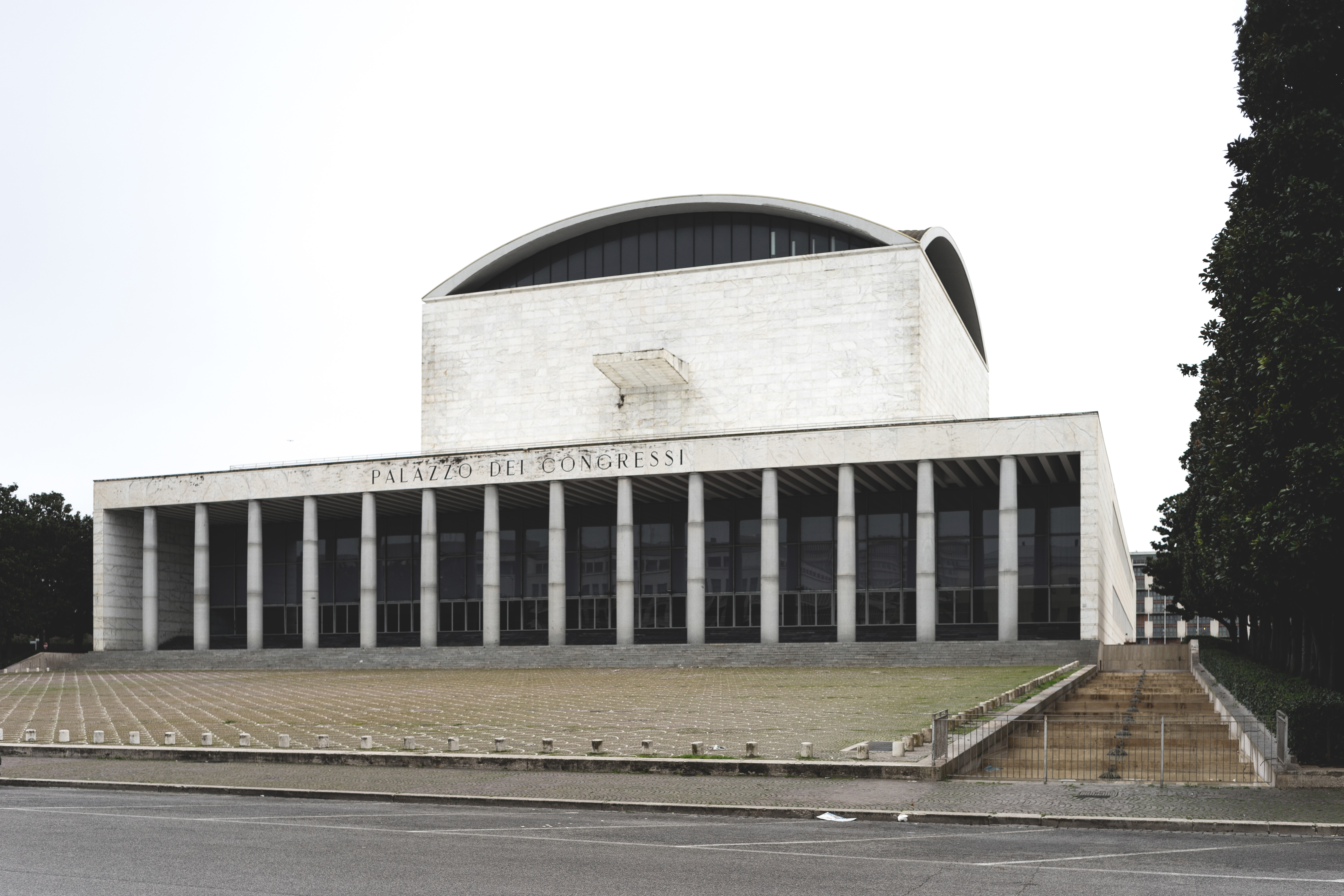
正面图

会议宫（Palazzo dei Congressi；全名Palazzo dei Ricevimenti e dei Congressi）是意大利罗马的一座20世纪建筑，位于EUR区。它是为1942年世界博览会兴建，由Adalberto Libera设计。施工始于1938年，但由于第二次世界大战取消了1942年世界博览会。1954年完成了会议宫。 
由于其巨大的尺度，在此举办了1960年夏季奥林匹克运动会的击剑比赛以及现代五项中的击剑部分。

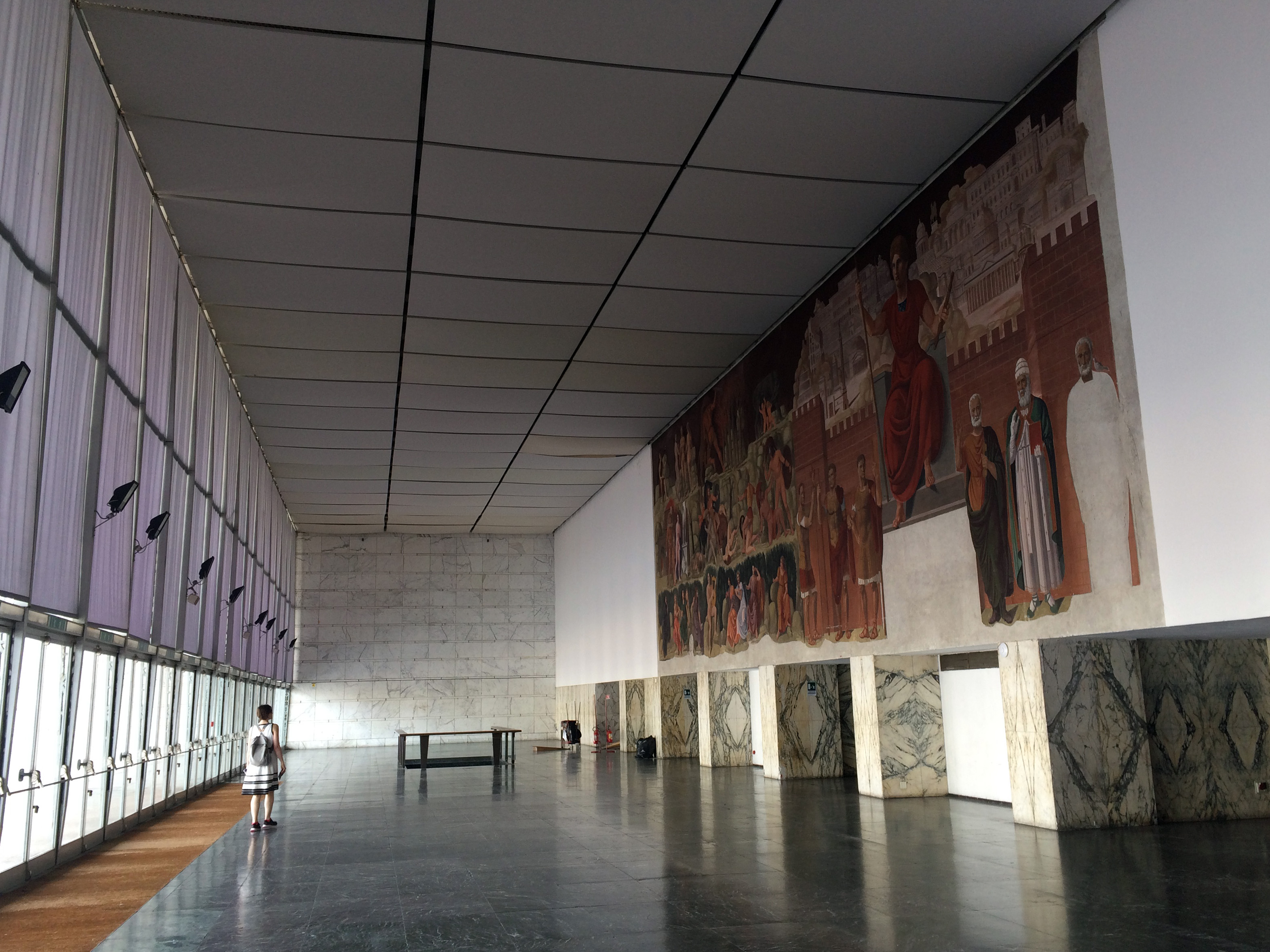
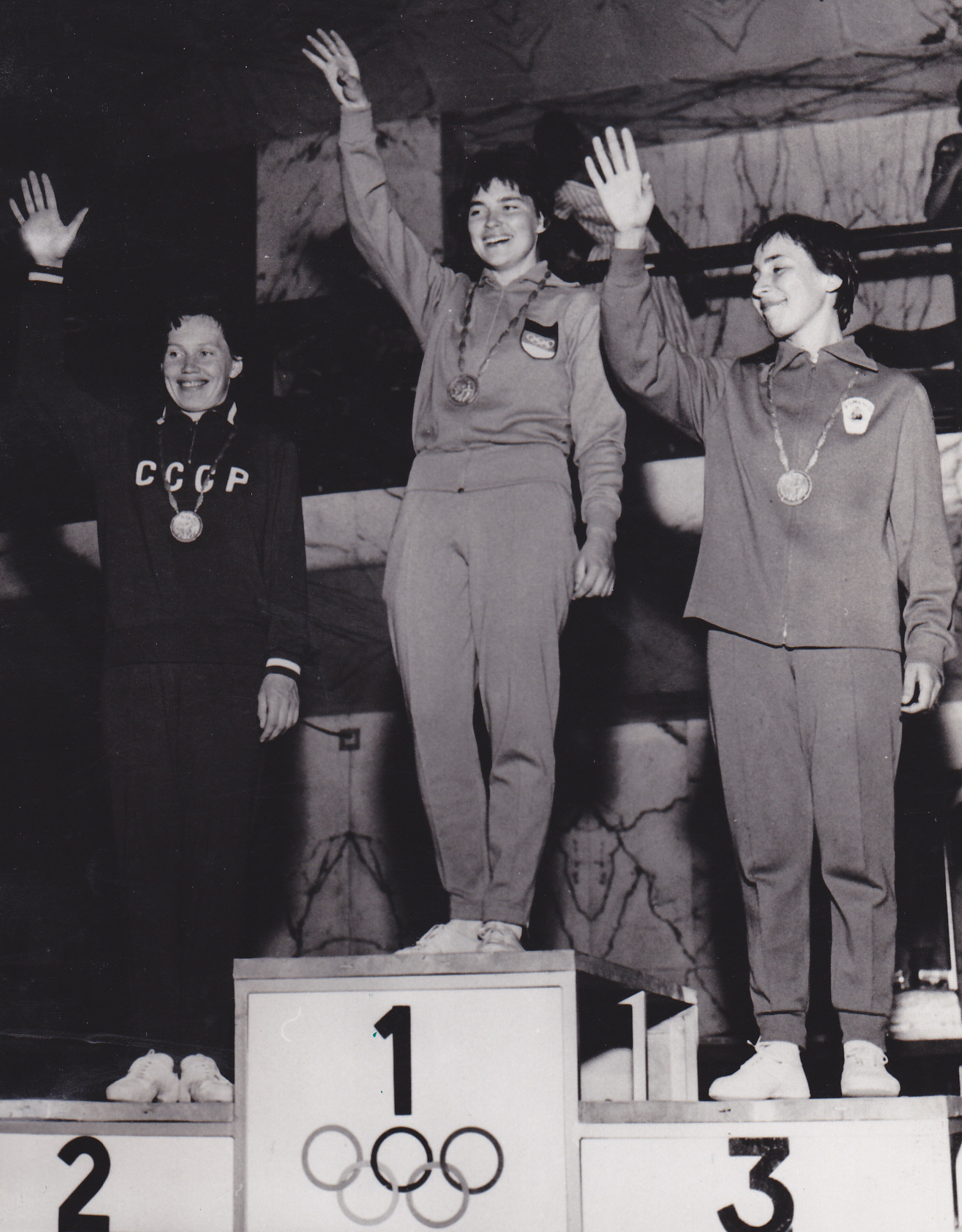
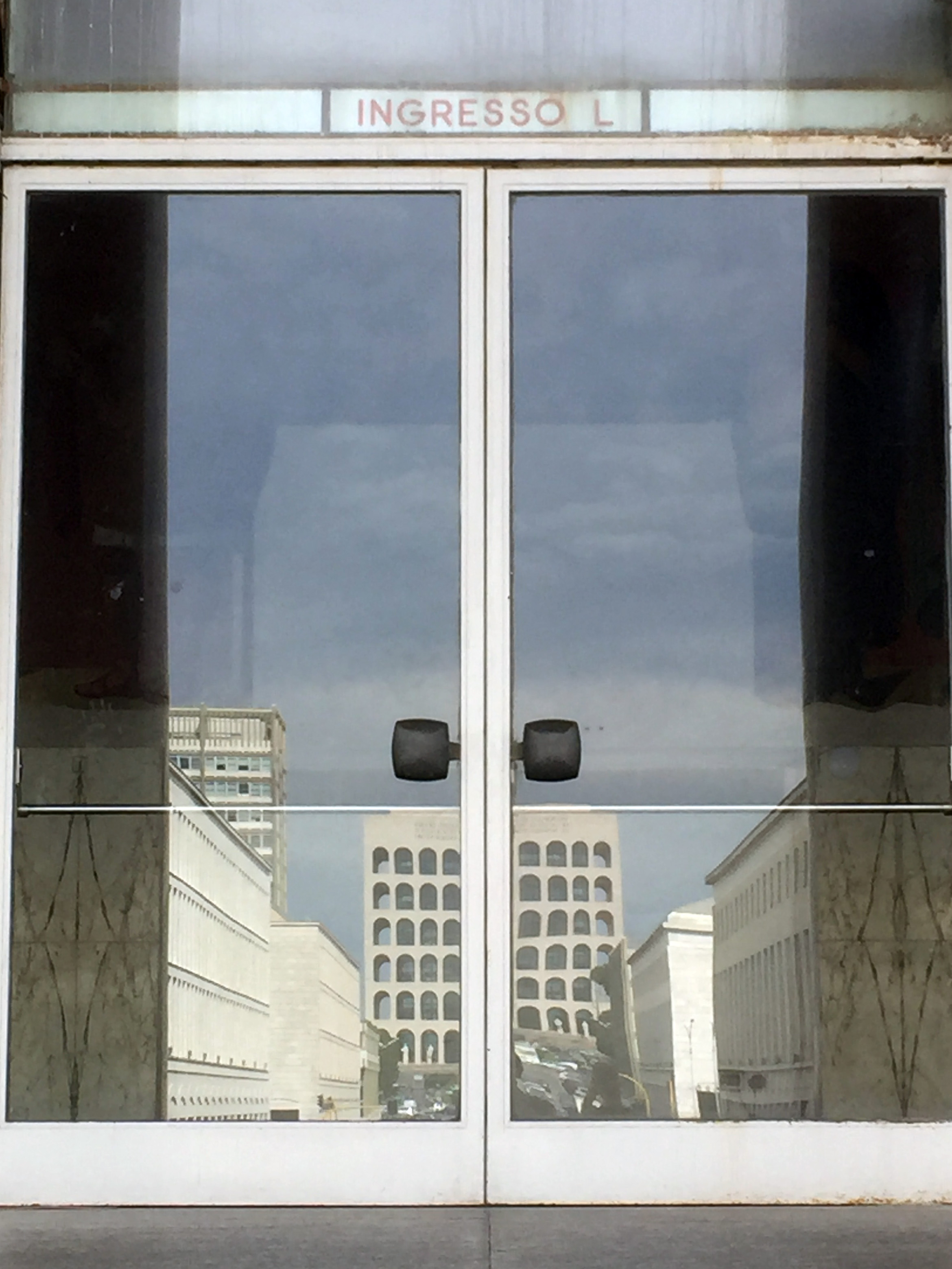